# Paprotno (powiat gryficki)
Paprotno (do 1945 niem. Parpart) – wieś w Polsce, położona w województwie zachodniopomorskim, w powiecie gryfickim, w gminie Karnice.
| SIMC    | Nazwa  | Rodzaj    |
| ------- | ------ | --------- |
| 0777496 | Zapole | część wsi |

W latach 1946–1998 wieś administracyjnie należała do województwa szczecińskiego.
Według danych pod koniec 2004 roku Paprotno oraz jej przysiółek Zapole miały razem 323 mieszkańców.

## Zabytki
- zespół pałacowy :-pałac, 1871, nr rej.: A-1621 z 14.06.2019-park, XIX, nr rej.: A-1621z 15.12.1980